# Châtelet (Benfeld)
Pour les articles homonymes, voir Châtelet.
Le châtelet est un monument historique situé à Benfeld, dans le département français du Bas-Rhin.

## Localisation
Ce bâtiment est situé au 10, rue du Châtelet à Benfeld.

## Historique
La maison a été construite en 1620 pour le gouverneur de Benfeld. À l'origine la maison n'avait qu'une logette, la seconde est une adjonction. Après la Révolution la statue de la Vierge à l'Enfant provenant de l'hôtel de ville et cachée dans la propriété, a été encastrée dans la façade de la maison.
L'édifice (façades avec oriels, toiture, parquet en marqueterie) fait l'objet d'une inscription au titre des monuments historiques depuis 1990, protection qui sera étendue à l'ensemble de la maison avec son mur de clôture et son portail en 2023.